# Premna repens
Premna repens là một loài thực vật có hoa trong họ Hoa môi. Loài này được H.R.Fletcher miêu tả khoa học đầu tiên năm 1938.